# 1096
Évszázadok: 10. század – 11. század – 12. század
Évtizedek: 1040-es évek – 1050-es évek – 1060-as évek – 1070-es évek – 1080-as évek – 1090-es évek – 1100-as évek – 1110-es évek – 1120-as évek – 1130-as évek – 1140-es évek
Évek: 1091 – 1092 – 1093 – 1094 –  1095 – 1096 – 1097 – 1098 – 1099 – 1100 – 1101

## Események

### Azelső keresztes hadjárattalkapcsolatos események
- április 15. (feltételezett dátum) – Nincstelen Walter és keresztes „hada” elindul Kölnből a Szentföld felé.[1]
- április 20. – Remete Péter kereszteseivel elindul Kölnből a Szentföld felé.[2]
- április vége – Volkmar és serege útnak indul a Rajna vidékről.[3]
- május 3. – Emicho leiningeni gróf megtámadja a speyeri zsidókat, de a speyeri püspök védelmébe veszi őket, tizenkettőt sikerül megölniük.[4]
- május 8. – Nincstelen Walter kereszteseivel eléri a magyar határt, a keresztesek első csoportjait Könyves Kálmán átengedi az országon.[5]
- május 20. – Emicho serege Wormsban mintegy ötszáz zsidót öl meg.[4]
- május 20. körül – Remete Péter eléri a magyar határt.
- május vége – Valter eléri Zimonyt.[2]
- május 27. – Emicho serege Mainzban mintegy ezer zsidót öl meg.[6]
- június 20. – Remete Péter és keresztesei Zimonyba érnek. A sereg megrohanja és elfoglalja a várost, négyezer embert megölnek, és élelmiszert zsákmányolnak.[7]
- június 30. – Volkmar serege Prágában elkezdi leölni a zsidókat. Utána a sereg Nyitrára megy, ahol a magyarok szétverik őket.[8]
- július közepe – Walter keresztesei élén Konstantinápolyba ér.[2]
- augusztus 1. – Remete Péter és keresztesei elérik Konstantinápolyt.[9]
- augusztus vége – Bouillon Gottfried lovagi serege elindul Lotaringiából.[10]
- október 21. – A keresztesek első hulláma eléri Nikaiát, itt azonban a szeldzsuk sereg megsemmisítő vereséget mér rájuk.[11]
- november vége – Bouillon Gottfried serege Zimonyba érkezik.[12]
- december 23. – Bouillon Gottfried serege megérkezik Konstantinápolyba, és a bizánci császár kívánságának megfelelően a városon kívül táboroznak le.[12]

### Határozatlan dátumú események
- I. Vital Michele lesz Velence uralkodója (1102-ig uralkodik).
- I. Péter aragóniai király visszafoglalja Huescát.

## Születések
- István angol király († 1154)

## Halálozások
- Eudokia Makrembolitissza bizánci császárné, X. Kónsztantinosz bizánci császár felesége (* 1021)
- Nincstelen Walter prédikátor[13]